# Takeoff (rapper)
Takeoff (vlastním jménem Kirsnick Khari Ball, 18. června 1994 Lawrenceville – 1. listopadu 2022) byl americký rapper a člen skupiny Migos.

## Biografie
Takeoff byl nejmladší ze tří rapperů skupiny Migos, kterou tvořili ještě jeho strýc Quavo a bratranec Offset. Hudbou se spolu začali zabývat již v roce 2009, ale až v roce 2011 Takeoff přesvědčil ostatní členy, aby se hudbě věnovali profesionálně a vyhnuli se tak pouličnímu a kriminálnímu životu.
Jejich společný průlomový hit „Versace“ (2013) je dostal do povědomí všech posluchačů trapu a hiphopu. Takeoff v listopadu 2018 vydal svoje jediné sólové studiové album The Last rocket, které obsahuje 12 skladeb včetně známých singlů jako „Last Memory“ nebo „Casper“. To se umístilo ve čtvrté příčce kategorie R&B/hip-hop v americkém Billboard 200.
Takeoff byl také známý pro svůj jedinečný styl zpěvu a textů, kterým upoutal mnoho posluchačů a někteří fanoušci Migos uvádějí Takeoffa jako jejich nejoblíbenějšího člena. V roce 2022 se Migos rozdělili kvůli neshodám mezi členy. Offset se dal na sólovou kariéru a Takeoff s Quavem vytvořili rapové duo, které 7. října 2022 vydalo společné album Only Built for Infinity Links.
Takeoff byl také dvakrát nominován na cenu Grammy a spolupracoval s umělci jako Lil Wayne, DJ Khaled, Pop Smoke nebo Travis Scott.

### Smrt
Dne 1. listopadu 2022 kolem druhé hodiny ráno se společně se svým strýcem a přítelem Quavem dostali do potyčky během privátní akce, která se konala v Houstonu v kasinu 810 Billiards and Bowling. Před kasinem vyeskalovala hádka mezi Quavem a dalšími účastníky akce k přestřelce, během níž byli postřeleni tři lidé včetně Takeoffa. Ten byl postřelen do hlavy a do hrudi a po příjezdu záchranné služby byl na místě prohlášen za mrtvého – ve věku 28 let.

## Úspěšné singly
- 2017 – Eye 2 Eye
- 2018 – Last Memory
- 2018 – Casper
- 2019 – Bless Em
- 2020 – Too Blessed
- 2022 – HOTEL LOBBY (Unc & Phew)
- 2022 – Messy
- 2022 – Crypto
- 2022 – Nothing Changed